# Knut Rexed
Knut Gunnar Daniel Rexed, född 16 augusti 1945 i Stockholm, är en svensk fackföreningsman och ämbetsman.
Knut Rexed avlade studentexamen 1964, filosofisk ämbetsexamen 1967 och ekonomexamen 1982. Han var anställd vid Utrikesdepartementet 1974–1979, Statstjänstemannaförbundet 1979–1982 och TCO 1982–1994. Rexed var planeringschef och statssekreterare vid Finansdepartementet 1994–1998 samt generaldirektör för Statskontoret 1999–2005.
Han är son till Bror Rexed.